# 地代
地代（じだい/ちだい、 独：Grundrente）とは、土地利用者が土地所有者に渡す利用料のこと。一般的にはマルクス経済学の用語である。なお、本来はミクロ経済学におけるレント（rent）と同義である。

## 概要
地代には「絶対地代」と「差額地代」がある。

### 絶対地代
地主はいくらその土地の価値が低くても、ただで貸すことはしない。どのような土地でも賃貸料としての地代を徴収する。これが絶対地代である。

### 差額地代
同じ1ヘクタールの土地でも、土地の性質によって作物の生産高が変わってくる。このとき、地代はその土地の質が良ければ良いほど高くなるはずである。最劣等地の地代と比較したときの差額分の地代を、差額地代という。

#### 差額地代の第1形態
別々の同一面積の土地に、同量の資本が投下される場合に生じる地代のこと。

#### 差額地代の第2形態
同じ土地に同量の資本が次々に投下される場合に、差額地代が生じる場合、その地代のこと。

## 日本民法における地代
日本のb:民法第266条では、地上権者が土地の所有者に払う対価のことを指す。なお地代の規定についてはb:民法第274条から276条（小作料の減免、永小作料の放棄、永小作料の消滅請求）を準用し、その他については賃貸借の規定を準用することとなっている。